# Félix Fernando Masones de Lima y Sotomayor, 3. książę Sotomayor
Félix Fernando Masones de Lima y Sotomayor, III. książę Sotomayor (ur. 1696, zm. 1778) – hiszpański arystokrata i dyplomata.
Jego ojcem był José Masones y Manca, 1. markiz de Isla Roja, a matką Juana de Lima Sotomayor y Noroña. Po matce Felix odziedziczył nazwisko Sotomayor. W 1703 roku król Hiszpanii Filip V Burbon utworzył tytuł księcia Sotomyaor.
W latach 1746–1753 Félix Fernando Masones był ambasadorem Hiszpanii w Lizbonie.
Poślubił Maríę Laurę Masones y Manca. Ich córką była María Ana Alvarez de Sotomayor y Masones, 4. księżna de Sotomayor, która urodziła się w Cagliari 19 kwietnia 1718 roku, 26 kwietnia 1734 roku poślubiła  Domingo Manuel Enríquez de Navarra, 4. hrabiego de Ablitas, a  zmarła 17 marca 1789 roku.